# Давлатобод (Фархорський район)
Давлатобо́д (тадж. Давлатобод) — село у складі Хатлонської області Таджикистану. Входить до складу Ґулшанського джамоату Фархорського району.
Назва означає благоустроєний державою.
Населення — 1595 осіб (2010; 1633 в 2009).